# Nazareno Strampelli
(Lapide all'esterno della casa di Strampelli a Crispiero)
Nazzareno Strampelli, detto Nazareno (Crispiero di Castelraimondo, 29 maggio 1866 – Roma, 23 gennaio 1942), è stato un agronomo, genetista e politico italiano, considerato da Tommaso Scarascia Mugnozza precursore della rivoluzione verde.
Fu uno dei più importanti esperti italiani di genetica del tempo. I suoi sforzi lo condussero alla realizzazione di decine di varietà differenti di frumento, che egli denominò "Sementi Elette", alcune delle quali ancora coltivate fino agli anni ottanta del XX secolo e perfino nel XXI secolo, che consentirono – in Italia e nei paesi che le impiegarono – ragguardevoli incrementi delle rese medie per ettaro coltivato, con consistenti benefici sulla disponibilità alimentare delle popolazioni. Le varietà di frumento create da Strampelli ed esportate in Messico furono una delle basi degli studi di miglioramento genetico che condussero alla "rivoluzione verde" degli anni sessanta. Dal punto di vista pratico il suo metodo di incrociare varietà differenti per ottenere nuove cultivar si dimostrò vincente sul metodo allora più in voga di selezionare le sementi solo all'interno di una singola varietà (selezione massale).

## Biografia

### La gioventù e la formazione accademica
Strampelli nacque a Crispiero, frazione del comune di Castelraimondo (provincia di Macerata) il 29 maggio 1866. Frequentò le scuole elementari a Crispiero, il ginnasio e il liceo a Camerino. Si iscrisse quindi all'università, dove frequentò per un anno accademico la facoltà di Giurisprudenza di Camerino per poi passare alla Scuola superiore di agricoltura di Portici. Ottenne la laurea in agraria a Pisa nel 1891 con il massimo dei voti (130/130), lo stesso anno venne chiamato a rivestire il suo primo ruolo di "Operatore Assistente" presso i gabinetti e laboratori di chimica, mineralogia e farmacia dell'Università di Camerino, fino al 1892. Quell'anno andò a dirigere il laboratorio chimico delle miniere dell'Argentario, fino al 1894.
Strampelli si dedicò all'insegnamento di Scienze Naturali al ginnasio fino al 1899: dal 1895 al 1899 fu consigliere supplente nel Comizio Agrario Camerte. Dal 1896 al 1900 lavorò come assistente presso il gabinetto di Fisica e aiuto presso il gabinetto di Chimica, Mineralogia e Farmacia. Dopo aver lasciato il ginnasio passò ad insegnare agronomia presso la Scuola Normale femminile a Camerino e agraria all'Istituto Tecnico per Agrimensori.

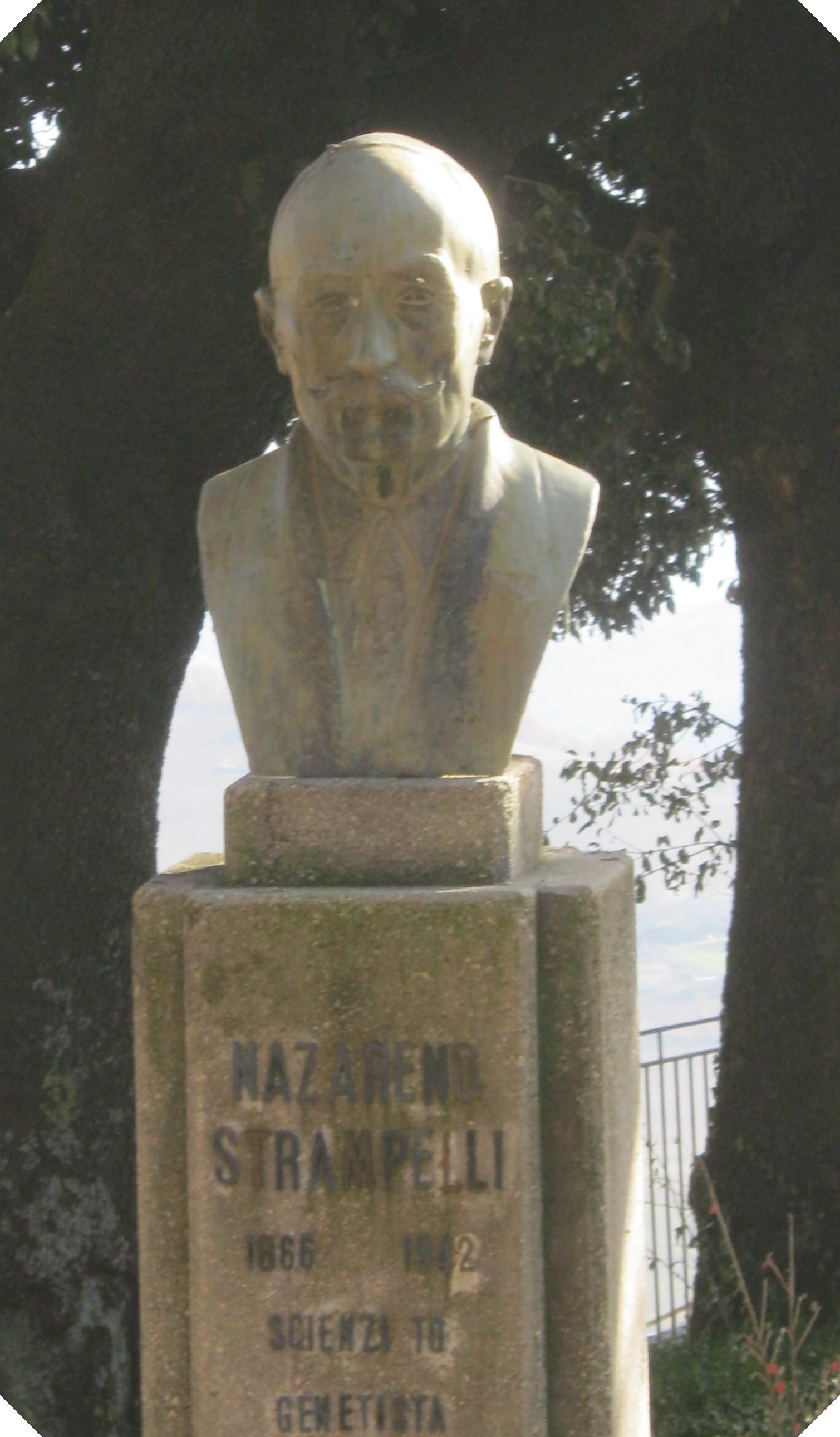
Busto di Nazareno Strampelli a Camerino

Nel 1900 a Camerino cominciò i suoi studi sull'ibridazione delle specie di frumento, pur non essendo ancora a conoscenza degli studi di Gregor Mendel, che all'epoca avevano avuto diffusione ancora limitata. A Camerino cominciò a lavorare sul tipo "Rieti", un grano che riteneva potenzialmente molto adatto all'ibridazione, su cui sperimentò incroci col grano "Noè" per arrivare ad una pianta resistente all'allettamento e adatta alla coltivazione nel Maceratese. Il "Rieti" era poco attaccabile dalla ruggine del grano, ma era inadatto al clima nebbioso della zona. Nel 1904 Strampelli studiò Mendel (del quale aveva inconsapevolmente riscoperto le teorie con i suoi primi esperimenti) grazie al suo mentore Giuseppe Cuboni.
Pur non essendo una vera e propria novità (già alcuni esemplari erano stati presentati nel 1835 a Londra), l'ibridazione scientifica del frumento non aveva ottenuto una diffusione rilevante ed era ancora considerata una branca minore dell'agronomia. Il metodo predominante per il miglioramento genetico delle colture era la "selezione genealogica", che veniva applicata su colture esistenti e che consisteva nella scelta dei riproduttori dopo aver stabilito il loro valore tramite l'analisi di antenati, discendenti e collaterali. In Italia l'agronomo Francesco Todaro era uno dei principali sostenitori di questa pratica: tra lui e Strampelli vi fu un civile dibattito, che si protrasse fino agli anni venti. Nel 1940 Todaro ammise con onestà i successi di Strampelli.
Nel 1903 il Ministero dell'agricoltura, dell'industria e del commercio retto da Guido Baccelli istituì una cattedra ambulante sperimentale di Granicoltura a Rieti, dotata di un fondo di 7.500 lire. Strampelli concorse alla cattedra per interesse personale e ottenne il titolo, con un tema dal titolo «Principali miglioramenti da introdursi nella coltivazione del frumento, tenendo conto dello stato attuale della agricoltura nell'Italia centrale». Lo studioso era interessato principalmente alla possibilità di sperimentare le proprie teorie in un ambiente controllato quale la Piana di Rieti.

### L'attività di ricerca a Rieti

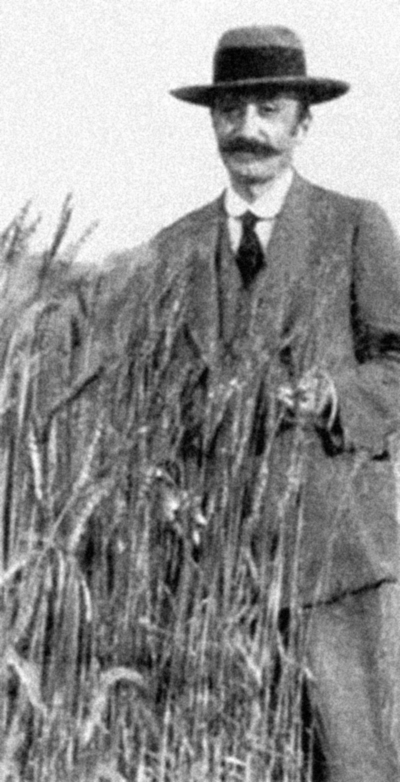
Strampelli fotografato in una coltivazione di grano.

Strampelli fu voluto a Rieti per volontà del professor Giuseppe Brucchietti.
I primi studi di Strampelli ebbero un inizio duro: inizialmente lo studioso fu costretto ad alloggiare in un albergo, e dovette chiedere con molta insistenza al Comune di Rieti tre stanze all'interno della Cassa di Risparmio locale, che infine ottenne. Tra l'ottobre del 1903 e l'aprile 1904 l'unica dotazione della Cattedra fu uno sgabello in legno. Nonostante la carenza di attrezzature, Strampelli alla fine del 1904 aveva sviluppato 53 ibridi diversi. L'anno successivo sarebbero stati 112, e 134 nel 1906.
Lo studioso ottenne dal principe Ludovico Spada Veralli Potenziani alcuni terreni da adibire a colture sperimentali in località Setteponti, lontani da Rieti ma adatti allo scopo.
Oramai venuto a conoscenza dei lavori di Gregor Mendel, Strampelli cominciò a sviluppare alcune specie di frumento ibrido, con lo scopo di risolvere i problemi che allora assillavano il mondo dell'agricoltura, principalmente legati alla limitata produttività delle colture e alle numerose malattie e flagelli stagionali cui erano soggette le piante autoctone.
Nel dicembre 1906 risultava fra gli affiliati alla loggia massonica "Giuseppe Petroni".
Grazie al suo impegno a partire dal 2 giugno 1907 la cattedra ambulante venne convertita in una Stazione sperimentale di Granicoltura, con il raddoppio dell'appannaggio che arriverà a 15.000 lire, consentendo allo scienziato di avere un solido fondo su cui basare gli studi.
Visti i risultati, il ministero dell'Agricoltura conferì tra il 1911 e il 1912 un prestito di 125.000 lire, poi aumentato a 155.000, per l'acquisto dei terreni di sperimentazione. Inoltre fu deliberato un incremento di organico e la costituzione di terreni sperimentali in diverse parti d'Italia.
Inizialmente l'attività di ricerca di Strampelli non fu favorita dai governi dell'Italia liberale: addirittura in due casi (nel 1910 e nel 1917) lo studioso dovette minacciare le dimissioni per riuscire ad ottenere dal Ministero i terreni necessari alla sperimentazione. Tuttavia riuscì anche ad ottenere il varo di un'innovativa legge, detta "scambio delle sementi", che garantiva ai contadini la possibilità di scambiare eguali quantità di sementi di vecchie varietà con quelle sperimentali a titolo gratuito.

### La maturità e il successo
La diffusione sul mercato dei primi grani ibridati, a cavallo della Grande Guerra, diede a Strampelli notorietà in Italia e all'estero: nel 1919 l'Accademia dei Lincei gli concesse il premio "Santoro" di diecimila lire e l'Institut International d'Agricolture gli rese omaggio per iniziativa del barone svedese De Bildt e del francese Luis-Dop. Con la fama raggiunta, lo studioso poté fondare a Roma, l'8 giugno 1919, l'Istituto Nazionale di Genetica per la Cerealicoltura, dove sviluppò ulteriori studi su nuovi grani duri e teneri. Strampelli mantenne la direzione del centro romano, affiancandolo al lavoro sulla cattedra di Rieti.
Tuttavia a Rieti lo scienziato fu oggetto anche di numerose critiche, soprattutto provenienti dall'Associazione da lui stesso fondata. I nuovi grani venivano visti come una minaccia al grano "Rieti originario", diffuso tra tutti i coltivatori della zona e tra i più apprezzati. Nel marzo 1924 gli agricoltori dell'associazione cacciarono dalla stessa tutti coloro che facevano uso dei grani modificati, e cercarono l'aiuto di un esperto per migliorare il grano "Rieti" con metodi tradizionali, ma con poco successo. Ancora nel 1931, in piena "Battaglia del grano", le resistenze all'introduzione nel reatino delle nuove sementi erano tali che la provincia si attirò una nota di biasimo dello stesso Mussolini, a causa della sua scarsa produttività agricola. Tuttavia, nel 1939 la situazione si era ribaltata, e a Rieti il 90% del frumento coltivato era delle "specie elette" di Strampelli.
Nel 1922 il governo argentino invitò lo studioso nel Paese sudamericano, dove questi si recò accompagnato dal figlio Benedetto.

### L'impegno politico
Il 7 settembre 1925, Strampelli si iscrisse al Partito Nazionale Fascista. Mussolini lo aveva già chiamato ad importanti incarichi dirigenziali nella Battaglia del grano, la campagna di incremento delle rese cerealicole italiane lanciata nel luglio di quell'anno. La "Battaglia" ebbe un certo successo soprattutto grazie alle "Sementi Elette" del professore.
Il 14 marzo 1926 morì Carlotta Parisani, moglie di Strampelli e sua più importante assistente, discendente della famiglia Bonaparte da parte di Luciano, fratello di Napoleone.

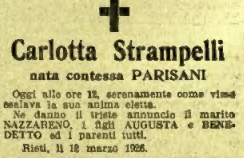
Necrologio Carlotta Parisani in Strambelli

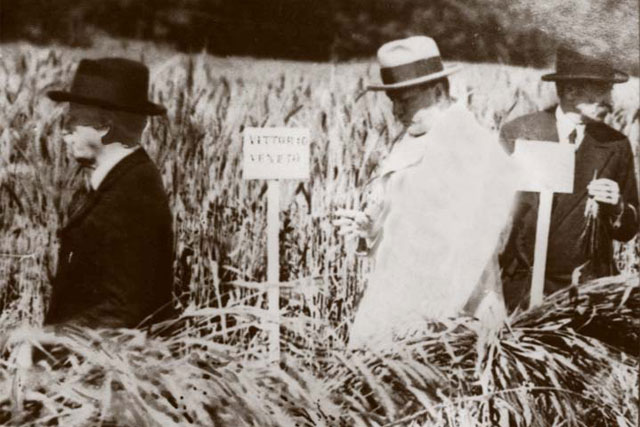
Strampelli (a destra) accompagna Vittorio Emanuele III e Mussolini nella visita alle coltivazioni sperimentali. Si nota la segnalazione del grano della varietà "Vittorio Veneto".

Foto di propaganda di Benito Mussolini a sostegno della «Battaglia del grano»

Nel 1929 fu incluso, su proposta della Confederazione nazionale dei Sindacati fascisti dell'agricoltura, nella lista delle personalità che il Gran Consiglio del Fascismo e Mussolini avrebbero sottoposto al sovrano per la nomina a Senatore del Regno. Strampelli tuttavia ne fu grandemente turbato e scrisse al Duce dicendosi "assolutamente negato per la funzione di deputato", aggiungendo:
Nonostante il tentativo di schermirsi, la candidatura venne ribadita da Mussolini e approvata dal Sovrano, e Strampelli fu chiamato dal 1929 ad occupare un seggio al Senato. Nel 1933 a Strampelli vennero tributate solenni celebrazioni nazionali, ufficialmente proposte dalla Federazione Nazionale dei Sindacati Fascisti dei Tecnici Agricoli ma probabilmente volute da Mussolini in persona.
Alle celebrazioni parteciparono il ministro dell'Agricoltura e delle Foreste Giacomo Acerbo, i due sottosegretari, Arrigo Serpieri e Arturo Marescalchi, i rappresentanti ufficiali della Camera e del Senato, numerosissimi parlamentari, il principe Potenziani, presidente dell'Istituto internazionale di agricoltura, l'uomo che fu il primo a credere nelle ricerche di Strampelli a Rieti. Da tutta Italia giunsero oltre tremila rappresentanti di tutte le istituzioni agrarie, dai sindacati agli ispettorati provinciali alle cattedre ambulanti, a tutti gli istituti scientifici e accademici del Paese. La città di Rieti gli conferì la cittadinanza onoraria.
Nonostante fosse un'autorità nel campo della genetica, Strampelli non figurò fra i firmatari del Manifesto della Razza.
Morì nel 1942, suscitando notevole cordoglio e commozione in Italia. I funerali si svolsero in forma solenne, ma in maniera estremamente austera: l'unica corona di fiori sul feretro fu quella inviata personalmente da Mussolini.
È oggi sepolto nel Cimitero di Rieti.

## Strampelli scienziato: lo studio degli ibridi

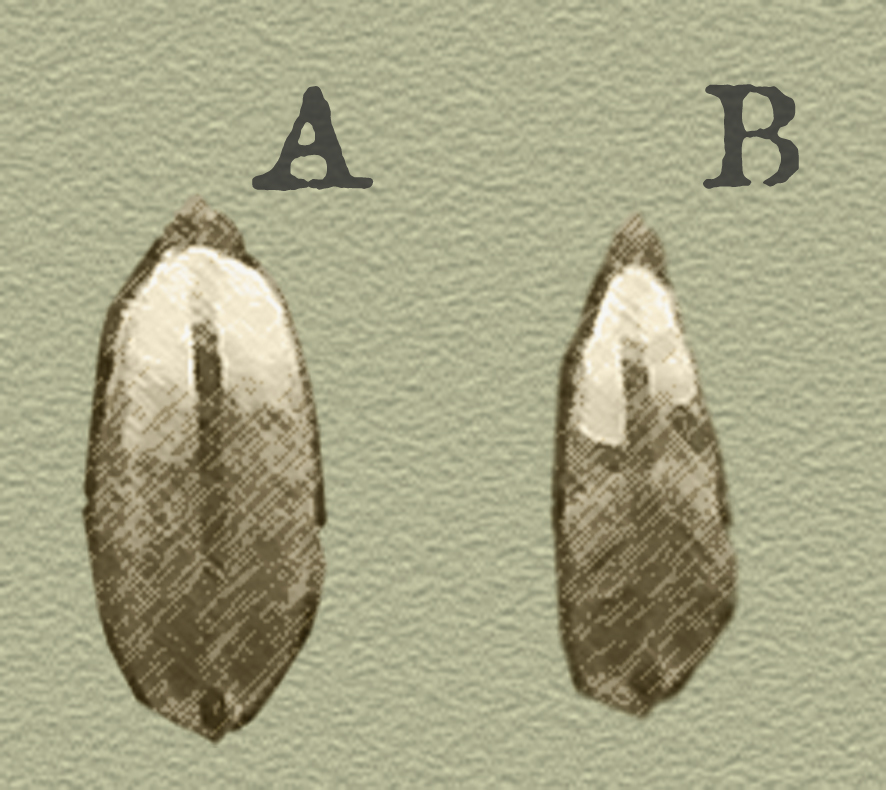
La stretta: cariosside di grano sano (A) a confronto con una rachitica (B), sintomo della "stretta" causata dal calore.
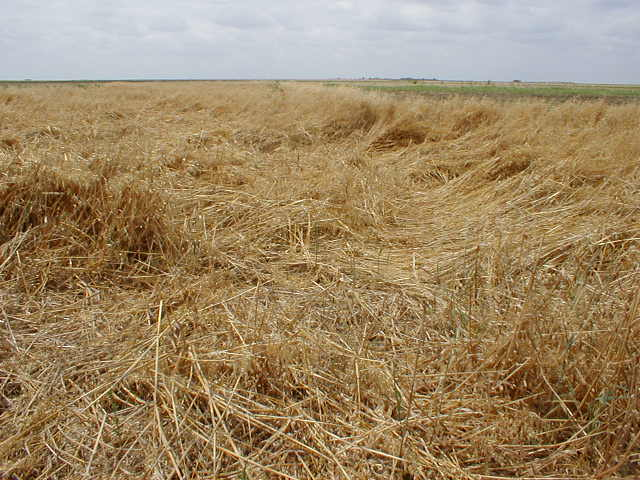
L'allettamento: coltivazione di frumento con i fusti atterrati dalle intemperie.
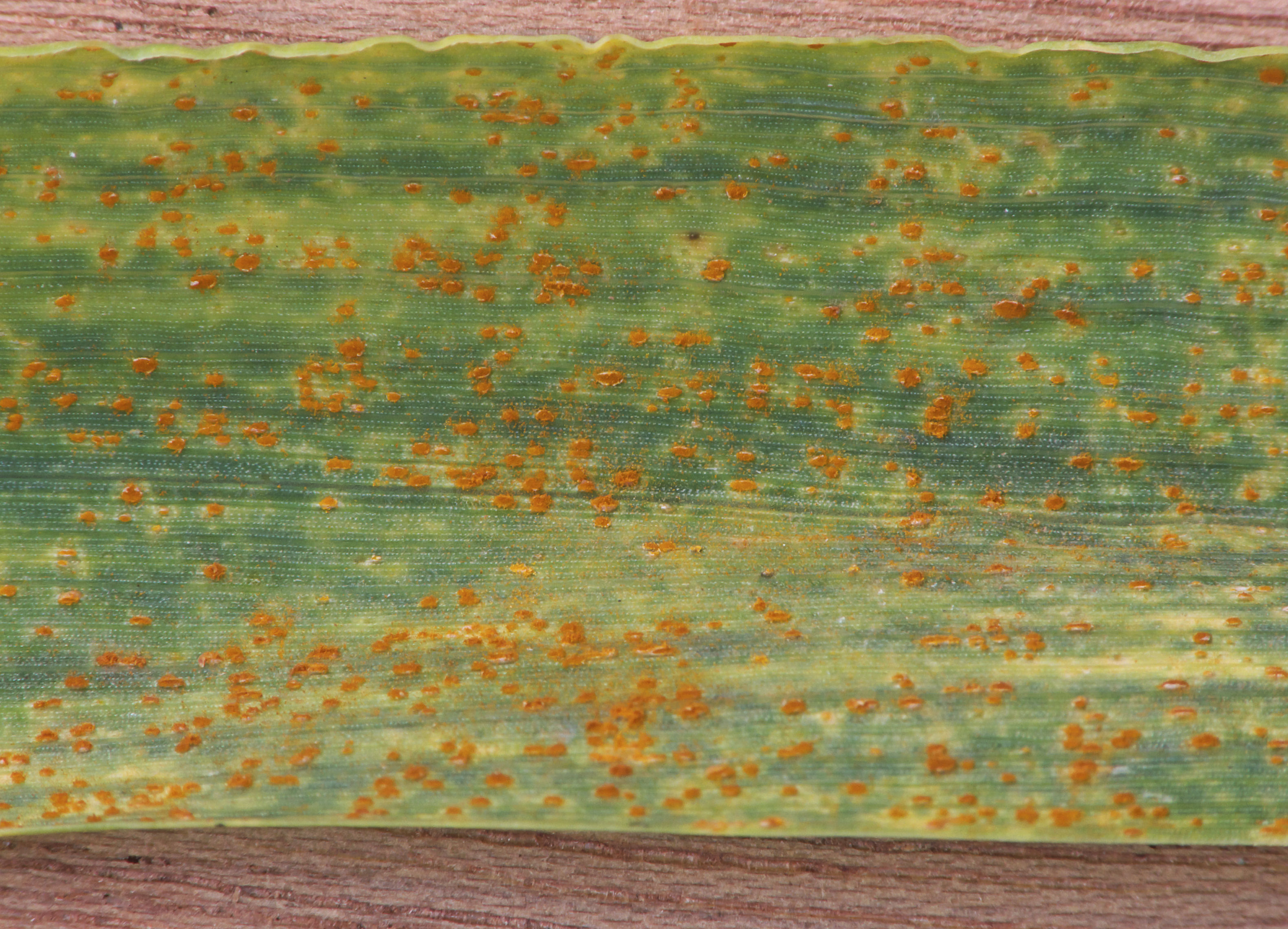
La ruggine bruna: infezione causata dalla Puccinia recondita, è la più comune delle ruggini del grano.

Nello studio dell'ibridazione, Strampelli mise in atto un programma di grande validità, considerate le conoscenze dell'epoca, che coniugava rigore e pragmatismo. Introdusse notevoli elementi innovativi nel suo campo, come l'ibridazione intraspecifica fra varietà distanti, l'ibridazione intraspecifica fra varietà addomesticate e selvatiche di grano, la selezione fenotipica di oltre un milione di piante, basandosi sull'ibridazione intervarietale e la ricombinazione genetica (nei cereali autogami).
Fece inoltre realizzare una rete di stazioni di ricerca in tutta Italia, che consentiva la raccolta selettiva di dati di zone diverse sotto gli aspetti sia naturali che socio-economici.
Per realizzare le nuove specie, Strampelli partì da un concetto opposto a quello più diffuso nei primi anni del Novecento. Invece di tentare di estendere il ciclo vegetativo delle piante per accumulare più sostanze nutritive, cercò di sviluppare grani di rapida maturazione e alto rendimento. L'obiettivo era evitare la siccità estiva, portando a maturazione le messi prima d'agosto. Inoltre si impegnò anche nella creazione di specie resistenti alla ruggine (in particolare alla ruggine bruna) e a taglia bassa, in grado di resistere meglio alla siccità o all'allettamento.
In sintesi l'obiettivo del genetista marchigiano fu la creazione di varietà in grado di rispondere ai tre principali flagelli che si abbattevano sulle coltivazioni cerealicole:
- la ruggine bruna, per la quale ricercò varietà resistenti ai funghi che ne sono causa;
- il cosiddetto "allettamento", contro il quale puntò ad una riduzione della taglia;
- la "stretta", causata dalla siccità e dall'aumento repentino delle temperature nel periodo finale del riempimento delle cariossidi, per evitare la quale puntò alla precocità di maturazione del seme.

Quest'ultimo obiettivo ebbe anche il risultato di anticipare la mietitura, riducendo l'esposizione dei contadini alla zanzara anofele. Precedentemente, infatti, il grano giungeva a maturazione nel picco di diffusione delle zanzare malariche. La precocità della maturazione ottenuta con il grano "Ardito" consentì inoltre di usare coltivazioni annuali (lino, tabacco, riso etc.) come intercalari, con grande profitto per le aziende agricole.

### I successi
Il primo risultato di rilievo di Strampelli, nel 1905, fu il grano "Carlotta", dedicato alla moglie. Questa varietà era un incrocio fra il "Rieti" e la varietà francese "Massy", caratterizzata da elevata elasticità dei fusti e una produttività superiore di 5-7 quintali per ettaro alla media dell'epoca. Si trattava inoltre di una varietà adatta alle zone a clima freddo del centro-sud Italia. Questa varietà venne presentata nel 1914, assieme al "Gregorio Mendel". Il principale difetto di questo grano – la scarsa resistenza alla "stretta", cioè una forma di rachitismo delle spighe causata dalla siccità – spinse lo scienziato sulla strada che lo condusse alla creazione dell'"Ardito". 

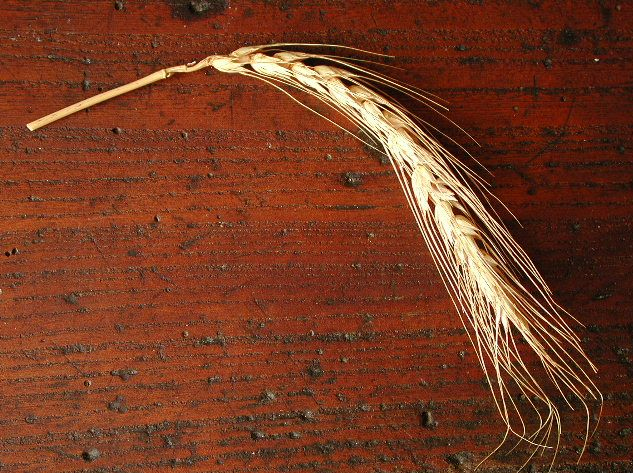
La varietà originaria "Rieti" da cui Strampelli partì per le ibridazioni con l'"Akakomugi" e il "Wilhelmina"

Quest'ultimo seme, ottenuto nel 1913 incrociando il grano "Rieti" (resistente alla ruggine) coll'olandese "Wilhelmina Tarwe" (ad alta resa) e quindi col grano rosso giapponese (giapponese: 赤小麦, Akakomugi, resistente all'allettamento e a maturazione precoce), fu il più importante di quelli creati dello studioso. Negli anni successivi sarebbe stato scoperto che l'accoppiata era stata ottenuta unendo due geni – lo Rht8 e il Ppd-D1 – responsabili rispettivamente del fusto corto e resistente all'allettamento e dell'insensibilità al fotoperiodo, dunque della precocità della maturazione a prescindere dall'illuminazione dell'anno. I due geni risultano presenti nel medesimo cromosoma della pianta, e quindi Strampelli poté farli acquisire a quasi tutti gli ibridi prodotti successivamente.

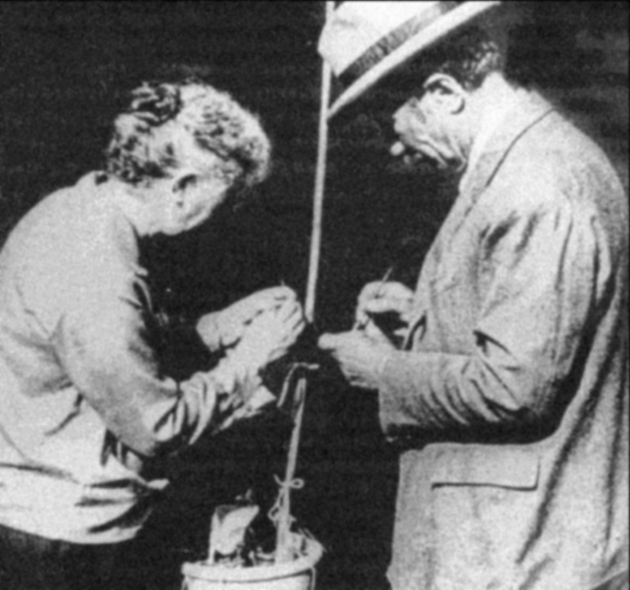
Nazareno Strampelli e sua moglie, nonché sua assistente, Carlotta Parisani lavorano ad un'ibridazione.

In dieci anni di lavoro, Strampelli riuscì a sviluppare dodici tipi diversi di grani sfruttabili commercialmente, tra cui i tipi "Gregorio Mendel", "Luigia Strampelli", "Varrone". Creò varietà di grano ad alto rendimento e resistenza, specialmente adatte alla panificazione, tra cui il "Villa Glori", il "Mentana", lo "Edda", il "Balilla", il "Fanfulla", il "Littorio". Creò speciali grani resistenti alle condizioni atmosferiche e adatti alle coltivazioni montane ("Virgilio" e "Cambio"). Le varietà "Mentana", "Villa Glori" e "Damiano Chiesa" discendono direttamente, come l'"Ardito", dall'incrocio fra "Rieti" e "Akakomugi". Creazione di Strampelli è anche il grano Cappelli, dedicato al senatore del Regno Raffaele Cappelli che, appassionato di agronomia, mise a disposizione di Strampelli le sue tenute agricole in provincia di Foggia. Qui, a partire dal 1907 Strampelli selezionò e incrociò grani duri autoctoni del Sud Italia e delle isole e provenienti da altri Paesi del Mediterraneo ottenendo, nel 1915, a partire dalla varietà tunisina "Jeanh Rhetifah", proprio il grano ""senatore Cappelli", il quale ebbe un periodo di grande successo nel 1920 e venne diffusamente utilizzato sino al 1975 per poi vedere scemare drasticamente la sua diffusione sino al 1991, quando ne fu gradualmente ripreso l'uso.

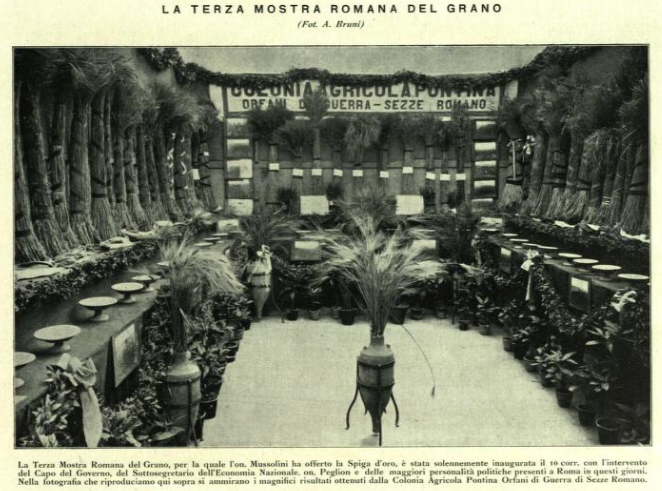
Esposizione di Agricoltura, Industria ed Arti applicate

Nel 1923, Strampelli presentò alla "Esposizione di Agricoltura, Industria ed Arti applicate" di Roma 35 nuove varietà di grano. In questo periodo, a partire dal "Rieti", sviluppò una varietà incrociata con la segale, dando vita al grano "Terminillo". Il Terminillo era resistente alla più diffusa malattia dell'epoca, la ruggine, ed era adatto alle coltivazioni in montagna. Al contrario di altri grani creati con lo stesso procedimento, non era sterile e quindi offriva un prodotto efficace dal punto di vista commerciale.
In tutto durante la sua carriera, il professore produsse circa 800 diversi incroci di grano e 65 varietà diverse, applicandosi però anche ad altre specie vegetali (mais, avena, orzo, segale, foraggi, pomodori, lenticchie, piselli, fagioli, barbabietole da zucchero, ricino, fragole, patate, canapa). Ottenne anche un incrocio fruttifero fra pesco e mandorlo. Integrò il lavoro di ricerca con gli studi sulle tecniche di concimazione, fu un sostenitore delle metodologie di rotazione periodica delle colture, tentò esperimenti per dimostrare l'influsso dell'elettricità sulla crescita dei grani e pubblicò alcuni studi sulle più diffuse varietà di frumento.
I grani precoci esistenti erano, prima di Strampelli, in genere inadatti alla coltivazione sul territorio italiano. Nonostante la fondazione a Rieti, nel 1905 dell'Associazione degli Agricoltori locali, occorsero molti anni e l'impegno propagandistico e pedagogico della "Battaglia del grano" per imporre le nuove varietà nelle coltivazioni italiane. Negli anni quaranta, Strampelli creò tre nuove varietà, "San Pastore", "Velino" e l'"Alalà" (poi "Turano"), prima di morire a Roma il 23 gennaio 1942.

### I benefici produttivi
Con il lavoro di Strampelli il rendimento medio passò, secondo Gian Tommaso Sciarascia Mugnozza, dai 10,4 quintali per ettaro del periodo 1910-13 a 14,2 quintali negli anni 1930-33, in valore assoluto da 4,9 a 7 milioni di tonnellate di grano. Secondo Pogna, Lorenzetti e Giorgi invece la produttività passò dai 9,5 q/ha a 14,6. Sempre secondo la stessa fonte, nel 1932 le "Sementi Elette" erano coltivate su oltre il 30% della superficie granaria nazionale, salendo negli anni quaranta al 66,5% della superficie complessiva. Nel 1932 la percentuale delle varietà di Strampelli sul totale di quelle commercializzate era del 100% in Sardegna, del 99,3% in Calabria, del 98,1% in Basilicata, del 96,6% in Lombardia, del 94,6% in Puglia e del 94,4% in Veneto. Un decennio dopo la sua morte, oltre metà della superficie granaria era coltivata con varietà strampelliane e ancora negli anni settanta il "San Pastore" era la varietà più coltivata in Italia e in numerose parti del mondo.
Nei vari concorsi indetti negli anni trenta, le aziende agricole che facevano uso di sementi Strampelli risultavano in testa alle classifiche di produzione. In un concorso del 1930 nelle province di Brescia, Pavia, Cremona e Bergamo, le prime otto aziende classificate utilizzavano le varietà "Villa Glori", "Mentana" e "Ardito", raggiungendo produzioni di oltre 50 q/ha. Lo stesso anno in un altro concorso nelle province di Brescia e Cremona il vincitore aveva ottenuto una resa di 60,9 q/ha con "Mentana" e 61,35 q/ha con "Villa Glori", produzioni eccezionali per l'epoca.
La diffusione delle nuove sementi protesse l'Italia delle catastrofiche carestie che flagellarono altri Paesi europei, come la Grecia, durante gli ultimi anni della seconda guerra mondiale e nell'immediato dopoguerra. Ciò suscitò l'interesse degli Alleati, che cercarono di acquisire i risultati delle sue ricerche. Anche i Paesi balcanici, duramente colpiti dalla fame causata dalla guerra, inviarono i loro incaricati affinché fossero messi a conoscenza delle nuove sementi create da Strampelli. Uno studio sulla ruggine del grano pubblicato nel 1937 dall'allievo di Strampelli Alviero Dionigi, per esempio, fu ritenuto interessante dalle autorità dagli Stati Uniti d'America, copiato e classificato "segreto" per alcuni anni per le sue possibili utilizzazioni nella realizzazione di un'arma biologica per distruggere le coltivazioni del nemico.

### La "Vittoria del grano"
Nei primi anni venti il sovrano e il capo del Governo si recarono più volte a visitare le coltivazioni sperimentali. Mussolini si deciderà a lanciare la "Battaglia del grano" solo dopo aver avuto diversi colloqui con Strampelli, convincendosi della fattibilità del progetto.
Strampelli, sempre schivo verso la politica, si iscrisse al Partito Fascista nel 1925, dopo essere stato chiamato direttamente da Mussolini ad un ruolo centrale nella "battaglia del grano", come riconoscimento per le sue ricerche. La campagna di incremento della produzione cerealicola italiana rappresentò per il professore la possibilità di realizzare sul campo i risultati e gli obiettivi dei suoi studi, inquadrati nella "battaglia" mussoliniana accanto a una più ampia visione del problema agricolo italiano: la "battaglia del grano" infatti, oltre ad un mero incremento della produttività per ettaro, avrebbe dovuto avere anche altri risultati propagandistici, pedagogici e sociali.
Grazie ai grani di Strampelli, la "battaglia del grano" ottenne di ridurre il fabbisogno nazionale di oltre due milioni di tonnellate di grano all'anno, senza aumentare la superficie coltivata. All'alba della seconda guerra mondiale quasi il 90% della superficie frumentaria italiana era coltivata a sementi Strampelli. Secondo uno studio pubblicato nel 2020, lo stimolo della "battaglia" all’adozione delle sementi sviluppate da Strampelli e i conseguenti perfezionamenti tecnici nella produzione di grano indussero un’accelerazione della transizione della forza lavoro dall’agricoltura all’industria, favorendo lo sviluppo economico locale nel lungo periodo.

Strampelli in uniforme.

Strampelli nel 1926, diede vita all'Associazione Riproduttore Sementi di Rieti, che avrebbe dovuto potenziare la distribuzione delle sementi sul territorio.

## L'impegno sociale e filantropico
(Nazareno Strampelli)
Durante la sua attività di agronomo, Strampelli non si occupò solo di ricerca scientifica, ma anche di problemi sociali: lo studioso era sempre stato ben consapevole del ruolo e dell'importanza della forza lavoro agricola, nonché dei problemi che affliggevano i contadini e le loro famiglie. Era convinto che la cooperazione fra gli uomini potesse alleviare le sofferenze umane e raggiungere risultati progressivi, sia in termini materiali che di dignità dell'uomo e del lavoratore. Per queste convinzioni aveva fondato il 25 marzo 1891 a Crispiero la Società Agricolo-Operaia di Mutuo Soccorso, una delle prime nel suo genere, con il compito di sostenere le famiglie di agricoltori e operai marchigiani nei momenti di difficoltà e nella malattia, andando a costituire uno dei primi enti mutualistici italiani.
Nel gennaio 1915, in seguito al disastroso terremoto della Marsica, si applicò alacremente all'assistenza ai sinistrati, inviando aiuti nelle zone colpite e provvedendo all'assistenza a 160 bambini orfani o dispersi in un convento locale.
Nonostante i successi nazionali e internazionali (in particolare in Argentina, Messico, Portogallo e Cina) delle qualità di grano create dall'agronomo, Strampelli non volle mai sottoporre a brevetto le sementi, un'azione che, se compiuta, l'avrebbe reso uno degli uomini più ricchi della sua epoca. Condusse invece una vita modesta e disinteressata, considerandosi un semplice "impiegato dello Stato, e di lavorare per lo Stato e per la patria". Al momento della pensione per raggiunti limiti d'età rifiutò i trattamenti speciali che gli furono offerti e cui avrebbe avuto diritto per gli alti meriti che lo Stato italiano gli riconosceva.

## L'eredità

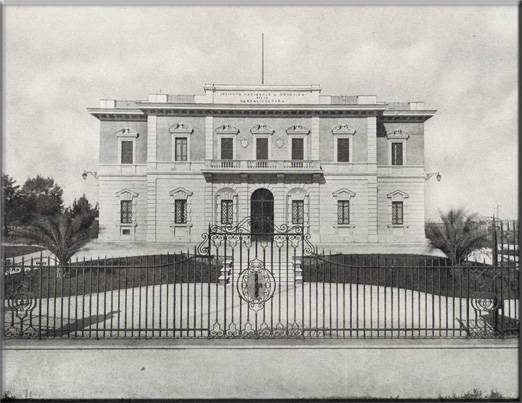
La sede dell'Istituto Nazionale di Genetica per la Cerealicoltura "Nazareno Strampelli".

In vita Strampelli non fu autore molto prolifico, preferendo l'attività pratica alla divulgazione. Nonostante la sua notevole fama e il forzato coinvolgimento nel Senato del Regno, rimase sempre ai bordi della vita pubblica per una scelta caratteriale. Dopo la sua morte fu rapidamente dimenticato anche a causa della sua compromissione col Fascismo. Sembra che Strampelli fosse fra i candidati per il Nobel all'inizio degli anni trenta, ma si ritiene che la sua adesione al Fascismo fece probabilmente abortire la proposta.
Dopo la sua morte (1942) l'Istituto Nazionale di Genetica per la Cerealicoltura da lui fondato venne intitolato al suo nome, ma solo fino al 1967 quando il titolo venne tolto e l'istituto riorganizzato (per mezzo della legge n.1318 del 1967).
Il CERMIS (Centro Ricerche e Sperimentazione per il Miglioramento Vegetale) fondato nel 1983 a Tolentino è intitolato a Nazareno Strampelli.
Nel 1950 al suo nome è stato dedicato l'Istituto di Genetica e Sperimentazione Agraria di Lonigo in provincia di Vicenza. Negli anni sessanta il suo discepolo Cirillo Maliani creò una varietà di grano che battezzò col nome di "Nazareno Strampelli".
I suoi allievi continuarono degnamente il suo lavoro, alcuni divenendo genetisti di fama: fra questi Roberto Forlani, Alviero Dionigi e Cirillo Maliani. Le istituzioni pubbliche siciliane, l'ENEA, la Federconsorzi e l'Istituto sperimentale per la cerealicoltura continuarono il suo lavoro nel dopoguerra seguendo i suoi schemi operativi.
In suo onore sono state intitolate diverse vie, a Roma e in vari altri comuni italiani: a Cesena, Foggia, Montagnana, Padova e Rieti, nei quali si utilizza la variante "Nazzareno", nonché a Badia Polesine, a Castelraimondo e Ardea, in cui il nome è indicato come "Nazareno".

### Strampelli nei mezzi di comunicazione
Nel 2005 è stato realizzato un film-documentario: "Nazareno Strampelli e il grano - segreti di una storia millenaria" del regista piemontese Giancarlo Baudena. Il film è stato girato nelle Marche, a Rieti, a Roma, in Piemonte e in Argentina, dove Strampelli aveva condotto esperimenti insieme al figlio Benedetto. Per la realizzazione sono state usate automobili d'epoca e oltre 200 comparse in costume. Il ruolo di Strampelli è stato interpretato da Carlo Greco, mentre Carlotta Parisani è impersonata da Consuelo Ciatti.
Nell'autunno 2008 sono iniziate le riprese di un lungometraggio sulla vita di Strampelli, "L'uomo del grano", sempre ad opera di Giancarlo Baudena accompagnato da Claudio Zamarion, direttore della fotografia.
Il film è stato presentato in prima assoluta al cinema Manzoni di Castelraimondo il 29 maggio 2009 (143º compleanno dello studioso), solo per il personale che ha lavorato alla produzione, ed è stato poi proiettato al pubblico in anteprima mondiale il 3 dicembre 2009 al cinema Moderno di Rieti.

### Il riconoscimento internazionale postumo
All'inizio degli anni sessanta l'agronomo Norman E. Borlaug condusse ricerche che rappresentano l'ideale continuazione di quelle di Strampelli, delle quali era all'oscuro, giungendo a risultati analoghi per i quali fu insignito di un Premio Nobel. Tuttavia alla base del lavoro di Borlaug vi sono i risultati ottenuti da Strampelli: infatti la varietà "Mentana" era stata esportata in Messico, nello Stato del Sonora e sperimentata nella tenuta del governatore, venendo considerata la migliore tra 30-40 altre varietà sperimentali importate: in seguito, fu una delle varietà da cui Borlaug partì per realizzare i suoi esperimenti.
Al lavoro di Nazareno Strampelli viene finalmente riconosciuto, sin dall'ultimo decennio del XX secolo, il merito di aver realizzato la "Prima rivoluzione verde" e posto le basi per la seconda. Anche la diffusione del gene del nanismo del grano Rht8 è oramai universalmente attribuita agli incroci realizzati da Strampelli col grano giapponese "Akagomugi". Tuttavia già negli anni settanta alcuni studiosi consideravano il lavoro di breeding di Strampelli come eccezionale: C. F. Konzak, dell'università di Pullman, per un campione puro di semente "Mentana" « avrebbe pagato qualsiasi prezzo, giacché lo considerava un capolavoro genetico ».
A partire dagli anni novanta gli studi di Strampelli sono stati riconosciuti anche all'estero come base della "Rivoluzione verde". Il genetista inglese Anthony John Worland nel 1999 in un articolo specialistico pubblicato su Journal of Genetics and Breeding ha scritto:
(cit. in Oriana Porfiri, Nazareno Strampelli, il mago del grano)

### Le "Sementi Elette" all'estero
Le cultivar prodotte da Strampelli furono largamente esportate a partire dal 1924 fino allo scoppio della Seconda guerra mondiale.
Gli studi di Strampelli erano noti in Russia sin dagli inizi del secolo. Partendo dalle sue varietà, Andrej Afanas'evič Sapegin creò la varietà "Odessa 3", coltivata per oltre mezzo secolo su 7 milioni di ettari nell'ex Unione Sovietica. La varietà "Ardito" fu utilizzata da Pavel Pantelejmonovič Luk'janenko per creare il "Bezostaja 1", capostipite genealogico di oltre 200 cultivar di grani teneri e duri attuali.
I grani "Ardito", "Mentana" e "Villa Glori" alla fine degli anni trenta furono esportati in Cina, dove vennero apprezzati e si diffusero rapidamente. "Ardito", "Virgilio", "San Pastore" e altre varietà delle "Sementi Elette" furono ampiamente coltivati nel Sichuan e nelle vallate dei fiumi cinesi, contribuendo a quintuplicare la produzione media da 7 a 35 q/ha. Per circa un ventennio le varietà strampelliane (assieme ad un centinaio di varietà derivate direttamente da esse) furono ampiamente diffuse in Cina. Inoltre tra le varietà attualmente coltivate, 189 derivano direttamente dai frumenti di Strampelli e altre 400 circa hanno antenati italiani. In soli trent'anni, le coltivazioni di questi grani arrivarono a 4,5 milioni di ettari, tre volte tanto l'estensione di tutte le coltivazioni italiane di frumento. I grani che avevano favorito la vittoria fascista nella "Battaglia del grano" favorirono un'altra rivoluzione, quella maoista in Cina.
Nell'ex Jugoslavia fra 1958 e 1988 la produzione media di grano tenero è passata da 12,5 a 41,9 q/ha grazie all'introduzione di varietà derivate dal "S. Pastore". Queste stesse varietà hanno significativamente contribuito all'incremento della produzione in Ungheria, Slovacchia, Bulgaria e Romania.
L'Australia ricevette nel 1926 da Strampelli l'"Ardito". La bassa taglia di questa cultivar era importante per il clima australiano, dove potevano verificarsi condizioni di siccità. Complessivamente Strampelli inviò in Australia 104 varietà di grano tra cui il "Mentana", dal quale derivò il "Gamenya", coltivato dal 1962 fino al 1997.
In Sudamerica Strampelli e le sue varietà hanno avuto una fortissima influenza, anche a livello politico. In Brasile si sono largamente diffuse varietà precoci derivate dal "Mentana". In Argentina e Uruguay sono state introdotte varietà a bassa taglia e precoci derivate da "Ardito", "Mentana" o da entrambe. In Argentina Strampelli ha anche orientato la politica granaria, suggerendo al Ministero dell'Agricoltura di riprendere in servizio il genetista William Blackhouse, che aveva iniziato nel 1913 alcune ricerche, e che poté portarle a termine sviluppando due varietà argentine (la "38MA" e la "Lin Calel"), progenitrici delle moderne varietà di quel Paese.
Anche in Francia, Cile, Messico, Spagna e Portogallo si fece largo uso di "Sementi Elette". In Portogallo nel 1934 le varietà "Mentana", "Ardito", "Carlotta Strampelli" e "Vittorio Veneto" erano tra le più coltivate nei distretti di Portalegre e Évora.

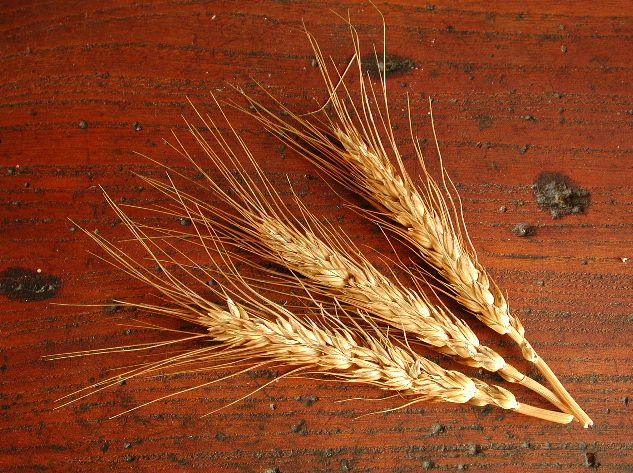
La semente eletta "Littorio"
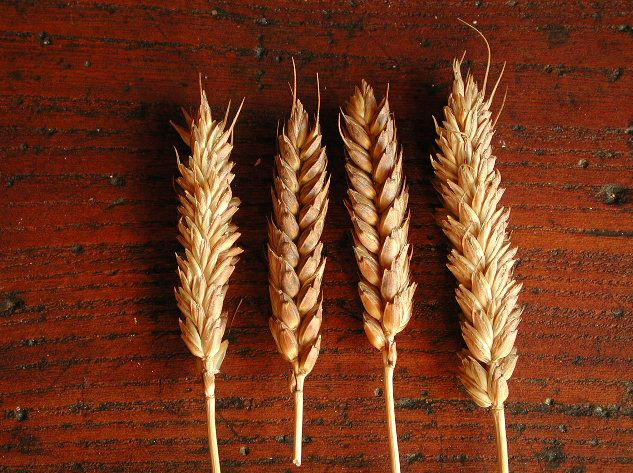
La semente eletta "San Pastore" o "Bruno"
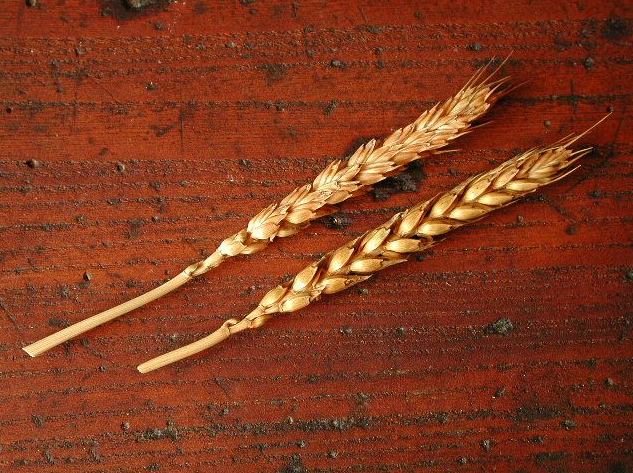
La semente eletta "Villa Glori"
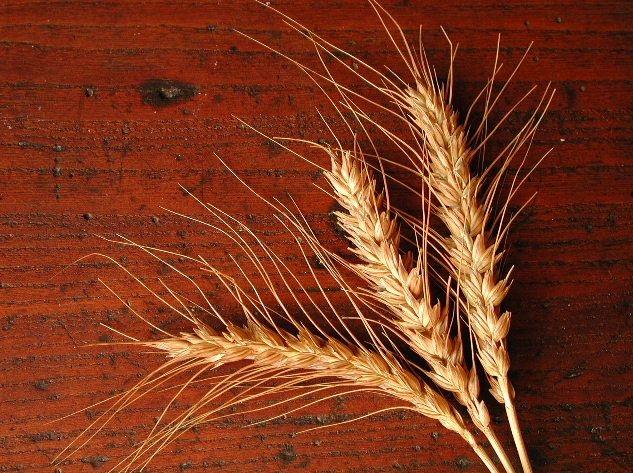
La semente eletta "Mentana"

## Opere
(Nazareno Strampelli, 1932)
Nazareno Strampelli non scrisse molto nel corso della sua vita, soprattutto considerando la sua intensa attività di ricerca e nonostante fosse sollecitato da istituti, riviste e pubblicazioni scientifiche. Firmò circa quaranta articoli scientifici dal 1896 al 1925 e – per gli impegni assunti durante il regime fascista – poco più di una decina dal 1926 al 1941. Per tutta la vita pensò che fare fosse più importante che scrivere, e in almeno tre casi documentati donò i risultati delle proprie ricerche a colleghi affinché ne scrivessero loro. Nel 1932, per il decennale della Rivoluzione Fascista, diede alle stampe un volume nel quale, parlando delle proprie pubblicazioni, le stigmatizza, meravigliandosi "d'aver sprecato tanta carta".
Oltre a saggi, monografie e pubblicazioni scientifiche, l'opera di Strampelli può essere proficuamente completata da una serie di scritti di diversa natura, che consistono il più delle volte in rendiconti accademici, atti di congressi o relazioni ufficiali redatte per enti governativi e federazioni.

### Saggi, manuali e monografie
- Il rhus cotinus e la sua coltura nel camerinese, Pisa, 1896
- Tavole di Chimica Analitica qualitativa Tipografia Savini, Camerino, 1898
- Alla ricerca e creazione di nuove varietà di frumenti a mezzo dell'ibridazione, Tip. Unione Cooperativa Editrice di Roma per conto della Regia Stazione di Granicoltura di Rieti, Roma, 1907[62]
- Alcune osservazioni intorno all'ibridazione e alla selezione del frumento, Tipografia nazionale di G. Bertero e C., Roma, 1907
- Le ricerche di ibridazione e selezione nel campo sperimentale di granicoltura di Rieti, Rieti, 1909
- Varietà di mais ottenuta nella stazione di granicoltura di Rieti, Rieti, 1910
- Il frumento "Carlotta Strampelli" nell'anno agrario 1916-1917, Alterocca, Terni, 1918
- La regia stazione sperimentale di granicoltura di Rieti alla mostra delle novità agrarie del 1914, Trinchi, Rieti, 1914
- Risultati ottenuti col frumento "Carlotta Strampelli" nei campi regionali di prove negli anni agrari 1914-1915 e 1915-1916, Trinchi, Rieti, 1916
- Varietà di mais ottenute nella stazione di granicoltura di Rieti, Piacenza, 1919
- Altre varietà di frumenti ottenute nella stazione di granicoltura di Rieti, Piacenza, 1920
- Produzioni unitarie conseguite nelle varie regioni italiane con i cereali Strampelli nell'anno 1922-1923, Faraoni, Rieti, 1924
- Le produzioni del frumento "Ardito" conseguite nell'anno agrario 1922-1923, Faraoni, Rieti, 1924
- Le produzioni del frumento "Ardito" conseguite nell'anno agrario 1923-1924, Faraoni, Rieti, 1925
- Novità 1926, Faraoni, Rieti, 1926
- Nuovi frumenti 1927, Rieti, 1927;
- Ricerca e creazione di nuove varietà di frumento a Rieti a Roma e a Foggia, Roma, 1927
- Alcune osservazioni sull'impiego del manganese, Roma, 1927
- Alcune produzioni raggiunte in annata agraria avversa (1927), con frumenti di razze elette, Danesi, Roma, 1928
- Origini, sviluppi, lavori e risultati, Alfieri e Lacroix per conto dell'Istituto Nazionale di Genetica e Cerealicoltura di Roma, Milano, 1932
- La cerealicoltura - I problemi attuali dell'agricoltura in Italia, Bologna, 1933
- Agricoltura e battaglia del grano - Dal regno all'Impero, 17 marzo 1861 - 9 maggio 1936, Roma, Reale Accademia Nazionale dei Lincei, 1937

### Scritti Camerinesi
Pubblicazioni scientifiche presso l'Università di Camerino
- Come risanare il frumento attaccato dal Cladioporium erbarium, Università di Camerino, 1898;
- La formalina nelle valvole idrauliche per la chiusura delle botti, Università di Camerino, 1898;
- Per la lotta contro la peronospora, Università di Camerino, 1898;

Articoli scientifici sul Bollettino del Comizio Agrario Camerinese
- Note sulla difesa contro la Peronospora, Bollettino del Comizio Agrario Camerinese, gennaio giugno 1896;
- La Lupinella o crocetta (Hedysarum onobrychis L.) sui monti del Camerinese, Boll. Com. Agr. Camer., Lug-Dic 1896;
- Fillossera e viti americane, Bollettino del Comizio Agrario Camerinese, luglio-dicembre 1896;
- La fertilizzazione del suolo, Bollettino del Comizio Agrario Camerinese, luglio-dicembre 1896;
- I concimi chimici non impoveriscono il suolo!, Bollettino del Comizio Agrario Camerinese, gennaio 1899
- Nitrato sodico - Bollettino del Comizio Agrario Camerinese, febbraio 1899;
- Memoriale dell'agricoltore (marzo), Bollettino del Comizio Agrario Camerinese, febbraio 1899;
- Memoriale dell'agricoltore (aprile), Bollettino del Comizio Agrario Camerinese, marzo 1899;
- Risposte a quesiti, Bollettino del Comizio Agrario Camerinese, marzo 1899;
- Granturco e concimi chimici, Bollettino del Comizio Agrario Camerinese, aprile 1899;
- Alcune norme per la buona fabbricazione del formaggio, Bollettino del Comizio Agrario Camerinese, aprile 1899;
- Memoriale dell'agricoltore (maggio), Bollettino del Comizio Agrario Camerinese, aprile 1899;
- Risposte a quesiti, Bollettino del Comizio Agrario Camerinese, aprile 1899;
- Memoriale dell'agricoltore (giugno), Bollettino del Comizio Agrario Camerinese, maggio 1899;
- Risposte a quesiti, Bollettino del Comizio Agrario Camerinese, maggio 1899;
- Memoriale dell'agricoltore (luglio), Bollettino del Comizio Agrario Camerinese, giugno 1899;
- Risposte a quesiti, Bollettino del Comizio Agrario Camerinese, giugno 1899;
- Note pratiche, Bollettino del Comizio Agrario Camerinese, giugno 1899;
- Notizie - Tariffa di trasporto pel solfato e acetato di rame, Bollettino del Comizio Agrario Camerinese, giugno 1899;
- Stallatico e concimi chimici, Bollettino del Comizio Agrario Camerinese, luglio 1899;
- Rimedi alle malattie ed ai difetti dei vini, I parte, Bollettino del Comizio Agrario Camerinese, luglio 1899;
- Note pratiche, Bollettino del Comizio Agrario Camerinese, luglio 1899;
- Memoriale dell'agricoltore settembre, Bollettino del Comizio Agrario Camerinese, agosto 1899;
- L'allettamento del grano, Bollettino del Comizio Agrario Camerinese, settembre 1899;
- Rimedi alle malattie ed ai difetti dei vini, II parte, Bollettino del Comizio Agrario Camerinese, novembre 1899;
- Note pratiche, Bollettino del Comizio Agrario Camerinese, novembre 1899;
- Le malattie della vite ed i concimi, Bollettino del Comizio Agrario Camerinese, dicembre 1899;
- Notizie, Bollettino del Comizio Agrario Camerinese, dicembre 1899;
- Note pratiche, Bollettino del Comizio Agrario Camerinese, dicembre 1899;
- Risposte a quesiti, Bollettino del Comizio Agrario Camerinese, dicembre 1899;
- Il trionfo dei cannoni, Bollettino del Comizio Agrario Camerinese, giugno 1900;
- La barbabietola da zuccaro, Bollettino del Comizio Agrario Camerinese, ottobre 1900;
- Patate di gran reddito, Bollettino del Comizio Agrario Camerinese, dicembre 1900;
- A chi acquista semi dal commercio, Bollettino del Comizio Agrario Camerinese, gennaio 1901;
- L'innesto secondo le varie piante, Boll. del Com. Agrar. Camerin., marzo 1901;
- Ai proprietari di boschi, Bollettino del Comizio Agrario Camerinese, aprile 1901;
- Ai viticultori I parte, Boll. del Comizio Agr. Camerinese, maggio 1901;
- Spigolature e notizie agrarie, Boll. del Comizio Agr. Camerinese, maggio 1901;
- Risposte a quesiti, Boll. del Comizio Agr. Camerinese, maggio 1901;
- Alcune faccende di giugno, Boll. del Comizio Agr. Camerinese, giugno 1901;

- Ai viticultori II parte, Boll. del Comizio Agr. Camerinese, luglio 1901;
- Ai contadini, Boll. del Comizio Agr. Camerinese, luglio 1901;
- Principali faccende di settembre, Boll. del Comizio Agr. Camerinese, settembre 1901;
- La fillossera ci circonda, Boll. del Comizio Agrario Camerinese, settembre 1901;
- Principali faccende di ottobre, Boll. del Com. Agr. Camerin., ottobre 1901;
- Risposte a quesiti, Bollettino del Comizio Agrario Camerinese, ottobre 1901;
- Attenti negli acquisti, Bollettino del Comizio Agrario Camerinese, novembre-dicembre 1901;
- Perfosfati e scorie, Bollettino del Comizio Agrario Camerinese, novembre-dicembre 1901;
- La Cocciniglia del Gelso o Diaspis pentagona, Bollettino del Comizio Agrario Camerinese, febbraio 1902;
- Appunti di stagione, concimazione di prati, Bollettino del Comizio Agrario Camerinese, febbraio 1902;
- Ancora attenti agli acquisti, Bollettino del Comizio Agrario Camerinese, febbraio 1902;
- Risposte a quesiti, Bollettino del Comizio Agrario Camerinese, febbraio 1902;
- I panelli nell'alimentazione delle pecore, Bollettino del Comizio Agrario Camerinese, aprile 1902;
- Innesti estivi, Bollettino del Comizio Agrario Camerinese, giugno 1902;
- Risposte a quesiti, Bollettino del Comizio Agrario Camerinese, giugno 1902;
- Risposte a quesiti, Bollettino del Comizio Agrario Camerinese, agosto-settembre 1902;
- Una pianta foraggera poco conosciuta presso di noi, Bollettino del Comizio Agrario Camerinese, luglio 1902;
- Il seme grano Italia, Bollettino del Comizio Agrario Camerinese, agosto-settembre 1902;
- I fermenti selezionati, Bollettino del Comizio Agrario Camerinese, agosto-settembre 1902;
- Per la prossima semina, Bollettino del Comizio Agrario Camerinese, agosto-settembre 1902;
- Risposte a quesiti - Bollettino del Comizio Agrario Camerinese, agosto settembre 1902;
- Intorno all'azione postuma del Nitrato sodico - Bollettino del Comizio Agrario Camerinese, agosto 1903.

Articoli sul settimanale Chienti e Potenza
- La fertilizzazione del suolo a mezzo di concimi chimici, Chienti e Potenza, Camerino 9 gennaio 1897;
- Fillossera e viti Americane (I parte), Chienti e Potenza, Camerino 19 gennaio 1897;
- Fillossera e viti Americane (II parte), Chienti e Potenza, Camerino 9 febbraio 1897;
- Note agrarie, Chienti e Potenza, 5 maggio 1897;
- Esperimenti di concimazioni chimiche sul frumento, Chienti e Potenza, Camerino 5 ottobre 1897;
- Questioni Agricole, Chienti e Potenza, Camerino 5 gennaio 1898;

Altri scritti
- Parole rivolte alle alunne nella prima festa degli alberi dal Professore d'agraria Dott. Nazzareno Strampelli - Reale Scuola Normale F.le di Camerino, novembre 1899;
- Chimica e microscopia, L'Appennino Gazzetta Camerinese, 14 maggio 1898;

### Scritti del periodo di Rieti
Rendiconti della Reale Accademia nazionale dei Lincei
- Esperienze intorno alla malattia del frumento dovuta all'Ustilago Carbo, Reale Accademia dei Lincei, Roma, 1906
- Esperienze di selezione e ibridazione sul frumento e sul granoturco, Reale Accademia dei Lincei, v. XVI, 1907
- Genealogia del frumento "Carlotta Strampelli", Reale Accademia dei Lincei, v. XXVII, 1918
- Esperienze intorno alta carie (Tilletia caries) del frumento, Reale Accademia dei Lincei, v. XXVII, 1919
- Acquisizione di caratteri nuovi nelle glumette di frumenti mutici ed aristati (Triticum folliculosum), Reale Accademia nazionale dei Lincei, 1925

Pubblicazioni inerenti all'Istituto nazionale di genetica per la cerealicoltura
- Lavoro compiuto e risultati raggiunti nell'anno agrario 1921-1922, Relazione al Consiglio di Amministrazione dell'Istituto nazionale di genetica per la cerealicoltura, Roma, 1923
- I miei lavori: origini e sviluppi e risultati. I grani della vittoria, Istituto nazionale per la cerealicoltura, Roma, 1932
- I frumenti "Italo Balbo", "Comandante Baudi", Comandante Novaro" che hanno conseguito la iscrizione al Reale Registro Nazionale delle varietà elette di frumento nell'anno 1940, Istituto Nazionale di genetica agraria, Roma, 1941

Atti di Congressi, mostre, conferenze
- Alcune osservazioni intorno alla ibridazione ed alla selezione del frumento, Atti del VI Congresso internazionale di chimica applicata, Bertero, Roma, 1907
- Di una speciale azione elettrica sulle piante, Atti del VI Congresso internazionale di chimica applicata, Bertero, Roma, 1907
- Azione dei diversi composti di manganese ed in particolare del minerale manganesifero dell'Argentario, usati nella concimazione delle piante', Atti del VI Congresso internazionale di chimica applicata, Bertero, Roma, 1907
- Come rendere più produttiva la cultura del grano, Atti del IV Congresso agrario marchigiano, Macerata, 1908
- De l'etude des caracteres anormaux presentes par les plan tules pour la recherche des varietes nouvelles, Atti della IV Conferenza internazionale di genetica, Parigi 1911
- Su di alcuni risultati conseguiti mediante l'ibridazione e la selezione di piante agrarie, Atti del XLVIII Congresso degli agricoltori italiani, 1918

- Rapporto al XII Congresso internazionale di agricoltura a Varsavia, Atti del Congresso, Varsavia 1925
- Elenco dei frumenti Strampelli presentati alla prima Mostra romana dell'agricoltura dell'industria e dell'arte applicata, 21 aprile - 30 giugno 1923, Trinchi, Rieti, 1923

Pubblicazioni del Ministero dell'agricoltura e della Società agraria italiana
- Esperienze di inoculazione con preparati di Moore, Bollettino ufficiale del Ministero dell'agricoltura, 1906
- Culture di batteri azotofagi per la sulla, Bollettino ufficiale del Ministero dell'agricoltura, 1906
- Alcune esperienze intorno alla coltura della barbabietola da zucchero, Bollettino ufficiale del Ministero dell'agricoltura, 1907
- Studi e ricerche di selezione e di ibridazione nel campo sperimentale di granicoltura di Rieti, Società agraria italiana, 1908
- Colture di batteri azotofagi per la sulla, Bollettino ufficiale del Ministero dell'agricoltura, s.d.
- Le ricerche di ibridazione e selezione nel campo sperimentale di granicoltura di Rieti, Società degli agricoltori italiani, XIII (1908), n.9-10
- Relazione sui risultati del nuovo frumento "Carlotta Strampelli" conseguiti nei campi regionali di prova nell'anno agrario 1914-1915, Annali del Ministero dell'agricoltura, 1916
- Relazione sui risultati del nuovo frumento "Carlotta Strampelli" conseguiti nei campi regionali di prova nell'anno agrario 1915-1916, Annali del Ministero dell'agricoltura, 1917
- Breve riassunto dei lavori della Reale Stazione di granicoltura sperimentale di Rieti, Società degli agricoltori italiani, 1918
- Il funzionamento dell'istituto nazionale per la cerealicoltura nell'anno agrario 1919-20 e 1920-21, Nuovi Annali del Ministero dell'agricoltura, 1922
- Il funzionamento dell'Istituto Nazionale per la Cerealicoltura nell'anno agrario 1922-1923, Faraoni, Rieti, 1924

Articoli vari
- Alcune anomalie di forma nelle infiorescenze del frumento, in "Le stazioni sperimentali agrarie italiane", v. LX, 1907
- Varietà di mais ottenute nella Stazione di granicoltura di Rieti, L'Italia Agricola, Piacenza 1919
- I più recenti grani Strampelli, L'Italia Agricola, Piacenza, 1923
- Breve sguardo alta cerealicoltura italiana e ai suoi problemi, N. Antologia, 16 dicembre 1931

## Onorificenze
Nazareno Strampelli ricevette diverse onorificenze: dal 1909 al 1939, fu insignito delle varie classi dell'Ordine della Corona d'Italia e dell'Ordine dei Santi Maurizio e Lazzaro.